# José Félix de la Puente Ganoza
José Félix de la Puente Ganoza (Trujillo, 7 de noviembre de 1882-Lima, 12 de julio de 1959) fue un escritor y periodista peruano. Destacó en la novela y el cuento. Ganó varios premios nacionales.

## Biografía
Hijo del doctor José María de la Puente y de Ana María Ganoza Cabero, miembros de una familia señorial asentada en Trujillo (norte del Perú). Su padre fue ministro de Gobierno del presidente Nicolás de Piérola (1897-1899). Su hermano fue el abogado y político Ricardo de la Puente y Ganoza (1897-1952).
Se trasladó a Lima, donde empezó su actividad literaria en el grupo de la revista Contemporáneos que dirigía Enrique Bustamante y Ballivián, a través de la cual dio a luz sus primeros cuentos y poesías (1909). Al igual que muchos jóvenes escritores de su tiempo, frecuentó la casa de Manuel González Prada, a quien consideraban un maestro paradigmático. 
Aunque era de la generación de Abraham Valdelomar, se mantuvo al margen del movimiento Colónida, «a causa de su individualismo, su señorío y sus ocupaciones burocráticas», según afirma Luis Alberto Sánchez.
Retornó a su natal Trujillo, donde ganó la Flor Natural en un concurso auspiciado por el Centro Universitario para exaltar la fiesta de la primavera (1916). 
Su primera novela que publicó fue La visión redentora, aparecida primero como folletín del diario La Crónica (1917). Luego publicó las novelas El forjador (1923) y Por la estirpe (1924); con esta última ganó el premio de novela del Centenario de la batalla de Ayacucho, en pleno Oncenio de Leguía. Ganó también el primer premio en un concurso de cuentos promovido por la Sociedad Entre Nous (1924).
Escribió más obras, pero las mantuvo guardadas a la espera de un editor interesado. De entre las que se publicaron destacan: La herencia del Quijote (1934), que ganó un premio literario internacional; y la novela Evaristo Buendía, candidato, con la que ganó el Premio Nacional de Fomento a la Cultura (1945). 
Como periodista, colaboró en las revistas Variedades y Cultura Peruana. 
Fue presidente de la Asociación Nacional de Escritores y Artistas, ANEA (1948-1949). 
Casado con Lucía Haya de la Torre (hermana de Víctor Raúl Haya de la Torre) fue padre de Elvira de la Puente (n. 1941), destacada actriz.

## Obras literarias

### Dramaturgia
- Lucha de almas
- Un Pierrot
- Enmascarados

### Narrativa
- La visión redentora (2 ediciones, en Lima y Trujillo, 1917)
- En este valle de lágrimas (1921), colección de cuentos.
- El forjador (1923), novela.
- Por la estirpe (1924 y 1956), novela. Primer premio en el concurso convocado por el gobierno en conmemoración del centenario de la Batalla de Ayacucho (1924).
- Herencia del Quijote (1934). Segundo premio del concurso internacional realizado por la Casa Editorial Franco-Iberoamericana (1934).
- Las islas azules (1946), colección de cuentos.
- Evaristo Buendía, candidato (1950 y 1964), novela. Premio Nacional de Fomento a la Cultura, 1945.

### Poesía
- Lirios y claveles

## Valoración
De la Puente «se caracteriza por su vigoroso naturalismo. Enfoca las costumbres prejuiciosas de nuestros habitantes, especialmente los de Trujillo, su tierra natal.» (Antenor Samaniego).
En sus novelas «enfoca asuntos y ambiente peruano, sobre todo de Trujillo, una de las más viejas y empingorotadas ciudades del Perú. El choque entre el latifundio y la opinión popular, entre las viejas familias muchas de ellas venidas a menos, y los nuevos potentados del azúcar, ha dado origen a un clima social que De la Puente ha tratado de captar en sus novelas, aunque no con la fuerza que el problema mismo requiere.» (Luis Alberto Sánchez).
En su novela Evaristo Buendía, «acierta plenamente como narrador, como psicólogo y retratista» (Luis Alberto Sánchez). En dicha obra «reproduce la silueta y la carnatura de un pícaro moderno, limeño trapisondista a la caza de fortuna y posición política; y sitúa a este timorato aventurero en variados escenarios que presentan ora el perdido poblado serrano, teatro de las aventuras grotescas del candidato Evaristo Buendía, o también la atmósfera mortecina de las casas de clase media limeña de mediados del siglo, donde es enorme el culto a la apariencia como la escondida miseria que roe las almas.» (Mario Castro Arenas, citado por Arriola).